# Darıkent
Darıkent (kurdisch: Muxindî, Muxundî) ist eine Ortschaft und ehemalige Belediye im Landkreis Mazgirt der Provinz Tunceli in der Türkei. 
Der ursprüngliche Name der Ortschaft lautet Muhundu. Herkunft und Bedeutung des Namens sind unbekannt.
Darıkent ist ebenfalls die Bezeichnung des Bucak, zu dem die Dörfer Aktarla, Doğucak Geçitveren, Gelincik Güleç, İbimahmut, Kartutan, Kızılkale, Koyunuşağı, Kuşaklı, Kuşhane, Ortaharman, Otlukaya, Öreniçi, Özdek, Sarıkoç, Sökücek, Sülüntaş, Yaşaroğlu und Yeldeğen gehören.
Die Einwohnerzahl Darıkents hat seit 1985 kontinuierlich abgenommen. Damals lebten in Darıkent 2.048 Menschen. 1994 waren es etwa noch 1.458 Menschen. Damals war der Ort Schauplatz heftiger Kämpfe. Am 11. September 1994 schalteten Kämpfer der Arbeiterpartei Kurdistans zunächst die Wache der Jandarma aus, griffen Darıkent an und töteten sechs Lehrer und entführten zwei weitere Personen. Auch im Jahre 2008 kam es in der Umgebung des Ortes zu Anschlägen und Kämpfe. Im Jahre 2009 betrug die Einwohnerzahl 208 Personen.
2009 wurde Hüseyin Elitaş (EMEP) zum letzten Bürgermeister (Belediye Başkanı) von Darıkent gewählt. 2012 verlor der Ort aufgrund des Gesetzes zur Gründung von Metropolgemeinden (Nummer 6360) seinen Status als Belediye (Kommune), da er bei der Volkszählung 2011 weniger als 2000 Einwohner hatte.